# Georg von Trapp
Georg Ludwig von Trapp, ritter, Avstro-Ogrski mornariški častnik, * 4. april 1880, Zadar,  † 30. maj 1947, Stowe, Vermont, ZDA

## Življenje
Georg von Trapp je bil oče znane pevske družine Trapp, njegov lik je bil močno idealizirano in domišljijsko predstavljen v filmu Moje pesmi, moje sanje ter muzikalu.  
Zaradi vzpona nacistov v Avstriji po Anschlussu je pred izbruhom druge svetovne vojne z družino emigriral v ZDA. Umrl je leta 1947 na družinskem posestvu v Stowu v Vermontu. 

## Vojaška kariera
Leta 1894 je Georg von Trapp sledil očetovi karieri v Avstro-ogrski vojni mornarici ter se vpisal na pomorsko akademijo na Reki. Diplomiral je štiri leta kasneje, po zaključenih dveh letih nadaljevalnega usposabljanja na potovanjih, med drugim tudi na plovbi do Avstralije. Leta 1900 je bil dodeljen na oklepno križarko Kaiserin und Königin Maria Theresia in je bil odlikovan za pogum med Boksarsko vstajo na Kitajskem. Leta 1902 je opravil častniški izpit.
Von Trapp je bil navdušen nad podmornicami in je leta 1908 izkoristil priložnost, da ga premestijo v novoustanovljeno U-boot-Waffe. Leta 1910 je bil premeščen na novo zgrajeno podmornico U-6, ki jo je krstila Agathe Whitehead, vnukinja angleža Roberta Whiteheada, lastnika tovarne, ki je izdelovala torpeda. Tej podmornici je poveljeval do leta 1915. Dne 22. aprila 1915 je von Trapp prevzel poveljstvo podmornice U-5 in z njo izvedel devet vojnih patruliranj. Med njimi je U-5 je potopila: 
- francosko oklepno križarko Léon Gambetta na 39.30N, 18.15E dne 21. aprila 1915, 15 milj južno od rta Santa Maria di Leuca,
- italijansko podmornico Nereide na 42.23N, 16.16E dne 5. avgusta 1915, pred otokom Vela Palagruža,

Zajela:
- grški parnik Cefalonia pred Dračem dne 29. avgusta 1915.

14. oktobra 1915 je bil premeščen na zajeto francosko podmornico Curie, ki je avstrijska mornarica preimenovala v U-14. Med njegovim poveljevanjem je U-14 potopila:

- britanski tanker s tikovim oljem na 36.39N, 21.10E dne 28. aprila 1917,
- italijanski parnik Antonio Sciesa na 36.39N, 21.15E dne 3. maja 1917,
- grški parnik Marionga Goulandris na 35.38N, 22.36E dne 5. julija 1917,
- francoski parnik Constance na 36.51N, 17.25E dne 23. avgusta 1917,
- britanski parnik Kilwinning na 35.26N, 16.30E dne 24. avgusta 1917,
- britanski parnik Tiziana na 34.20N, 17.30E dne 26. avgusta 1917,
- britanski parnik Nairn na 34.05N, 19.20E dne 28. avgusta 1917,
- italijanski parnik Milazzo na 34.44N, 19.16E dne 29. avgusta 1917,
- britanski parnik Good Hope na 35.53N, 17.05E dne 18. oktobra 1917,
- britanski parnik Elsiston na 35.40N, 17.28E dne 18. oktobra 1917,
- italijanski parnik Capo Di Monte na 34.53N, 19.50E dne 23. oktobra 1917.

Do maja 1918 je izvedel več deset vojnih patrulij, maja 1918 pa je napredoval v čin Korvettenkapitän (kapitan korvete) in prevzel poveljstvo podmorniške baze v Boki Kotorski. 
Do koncu prve svetovne vojne je von Trapp izvedel skupaj 19 vojnih patrulij, potopil 11 tovornih plovil skupne teže 45.669 BRT, 1 tovorno plovilo zajel, potopil francosko oklepno križarko Léon Gambetta (12.600 BRT) in italijansko podmornico Nereide (225 BRT). Med drugim odlikovanji je prejel viteški križ vojaškega reda Marije Terezije. 
Po koncu prve svetovne vojne je doživel poraz in propad Avstro-ogrskega cesarstva, v procesu, ko se je Avstrija skrčila na svoje nemško govoreče jedro, izgubila svojo morsko obalo in ni imela nobene nadaljnje potrebe po mornarici, von Trapp pa je ostal brez možnosti nadaljevanja vojaške kariere.

## Odlikovanja
viteški križec reda Marije Terezije (1924)

 viteški križ reda Leopolda

 vojaški križ za zasluge

železni križec 1. stopnje

 vojna medalja 1914-1918 z meči
- jubilejna medalja 1898
- jubilejni križec 1908
- križec za dolgoletno služenje (18 let)